# Ingen utväg
Ingen utväg (engelska No Way Out) är en amerikansk thriller från 1987 i regi av Roger Donaldson med Kevin Costner i huvudrollen. Filmen, som är baserad på boken The Big Clock av Kenneth Fearing, hade svensk biopremiär den 11 december 1987 på Rigoletto i Stockholm.

## Handling
När en ung man faller överbord från en båt i Stilla havet räddas han av den unge örlogskaptenen Tom Farrell (Kevin Costner). USA:s försvarsminister David Brice (Gene Hackman) får reda på bedriften och kallar hem Farrell till Washington DC för att spionera på Brices fiender. Farrell inleder samtidigt en romans med Susan Atwell (Sean Young), utan att veta att hon även är Brices älskarinna. När försvarsministern i ett vredesutbrott senare dödar Atwell får Farrell uppdraget att leda utredningen på att hitta mördaren och ta reda på vem hennes hemliga älskare var.

## Om filmen
Filmen är bland annat inspelad i Auckland på Nya Zeeland, Toronto i Kanada samt i Annapolis och Baltimore i Maryland, Arlington i Virginia och Washington, D.C. i USA.

## Rollista (i urval)
| Kevin Costner        | – Örlogskapten Tom Farrell     |
| Gene Hackman         | – Försvarsminister David Brice |
| Will Patton          | – Scott Pritchard, chefsjurist |
| Sean Young           | – Susan Atwell                 |
| George Dzundza       | – Sam Hesselman                |
| Fred Dalton Thompson | – CIA-chefen Marshall          |
| Iman                 | – Nina Beka                    |